# Kalawit
Kalawit ist eine philippinische Stadtgemeinde in der Provinz Zamboanga del Norte. Sie hat 23.633 Einwohner (Zensus 1. August 2015).

## Baranggays
Kalawit ist politisch in 14 Baranggays unterteilt.
- Batayan
- Botong
- Concepcion
- Daniel Maing (Dominolog)
- Fatima (Lacsutan)
- Gatas
- Kalawit (Pob.)
- Marcelo
- New Calamba
- Palalian
- Paraiso
- Pianon
- San Jose
- Tugop